# Eduardo Martínez Somalo

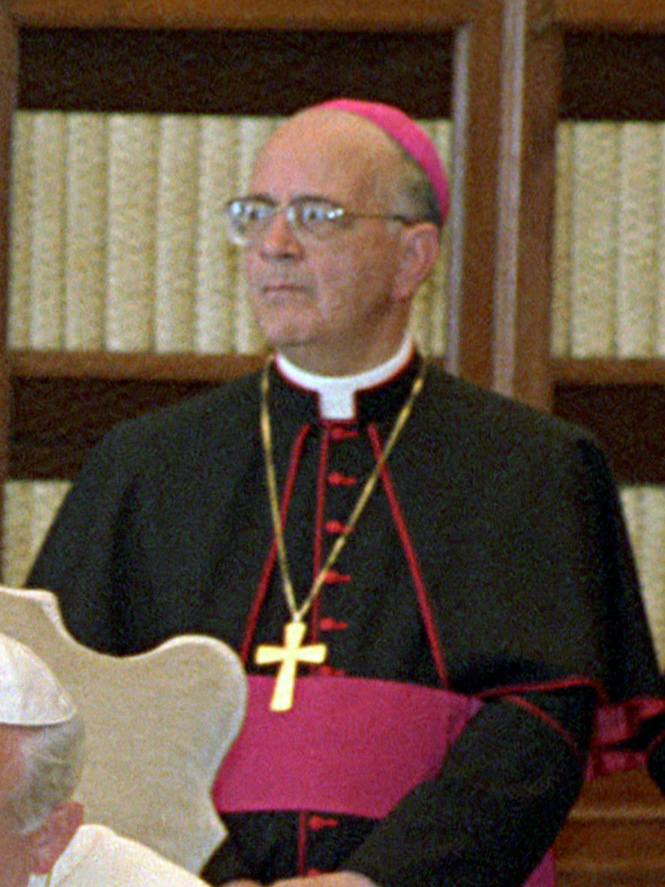
Eduardo Martinez Somalo als Kurienerzbischof (1987)

Martinez Somalos Kardinalswappen

2005 nach dem Tod Johannes Paul II. herausgegebene Euromünze des Vatikans, eine Sedisvakanzmünze mit dem Wappen des Kardinalkämmerers Somalo (Rückseite einer Zwei-Euro-Münze)

Wappen des Kardinalkämmerers Martinez Somalo während der Sedisvakanz des Apostolischen Stuhles im April 2005

Eduardo Martínez Somalo (* 31. März 1927 in Baños de Río Tobía, Rioja, Spanien; † 10. August 2021 in Rom) war ein spanischer Geistlicher und von 1993 bis 2007 Camerlengo (Kardinalkämmerer) der römisch-katholischen Kirche. Als solcher führte er nach dem Tod von Papst Johannes Paul II. im April 2005 die Amtsgeschäfte der römisch-katholischen Kirche. Von 1992 bis 2004 war er zudem Kardinalpräfekt der Kongregation für die Institute geweihten Lebens und für die Gesellschaften apostolischen Lebens.

## Leben
Eduardo Martínez Somalo war das jüngste von zwölf Kindern eines spanischen Industriellen. Nach dem Besuch des Priesterseminars in Calahorra und La Calzada-Logroño studierte er am Päpstlichen Spanischen Kolleg in Rom sowie an der Päpstlichen Universität Gregoriana, wo er das Lizenziat in Theologie und Kirchenrecht erwarb.
Am 19. März 1950 empfing er durch den Weihbischof in Rom, Luigi Traglia, das Sakrament der Priesterweihe. Danach war er kurze Zeit als Pfarrer in seiner Heimatdiözese Calahorra y La Calzada-Logroño tätig, bevor er zur Promotion erneut nach Rom ging. Hier wurde er am 18. August 1956 zum Dr. iur. can. promoviert und wirkte danach als Sekretär im Staatssekretariat des Heiligen Stuhls, wobei ihm die Verantwortung für die spanische Abteilung übertragen wurde. Darüber hinaus lehrte er als Professor an der Päpstlichen Diplomatenakademie in Rom. Am 21. Juni 1963 wurde ihm der Päpstliche Ehrentitel Überzähliger Geheimkämmerer Seiner Heiligkeit (Monsignore) verliehen. Im Jahre 1970 wechselte er nach einem kurzen diplomatischen Aufenthalt in Großbritannien als Assessor in das Vatikanische Staatssekretariat. Papst Paul VI. verlieh ihm zudem am 14. Mai desselben Jahres den Ehrentitel Ehrenprälat Seiner Heiligkeit. Neben seiner Tätigkeit für die Kurie leistete Martínez Somalo in Rom Dienst in der Krankenhausseelsorge.
Am 12. November 1975 ernannte ihn Paul VI. zum Titularerzbischof von Thagora und Apostolischen Nuntius in Kolumbien. Am 13. Dezember 1975 empfing er durch den damaligen Kardinalstaatssekretär Jean-Marie Villot im Petersdom die Bischofsweihe; Mitkonsekratoren waren der Substitut des Staatssekretariats, Giovanni Benelli, sowie Francisco Álvarez Martínez, der zu dieser Zeit Bischof von Tarazona war. Am 5. Mai 1979 ernannte Papst Johannes Paul II. Somalo zum Substitut des Kardinalstaatssekretärs.
Somalo wurde am 28. Juni 1988 durch Papst Johannes Paul II. als Kardinaldiakon mit der Titeldiakonie Santissimo Nome di Gesù in das Kardinalskollegium aufgenommen und am 1. Juli 1988 zum Präfekten der Kongregation für den Gottesdienst und die Sakramentenordnung sowie am 21. Januar 1992 zum Präfekten der Kongregation für die Institute geweihten Lebens und für die Gesellschaften apostolischen Lebens berufen. Am 5. April 1993 ernannte Johannes Paul II. Somalo zum Camerlengo der katholischen Kirche. Am 29. Januar 1996 wurde er als dienstältester Kardinaldiakon Kardinalprotodiakon, was er bis zu seiner Erhebung zum Kardinalpriester 1999 blieb. Im Konsistorium vom 9. Januar 1999 optierte Somalo unter Beibehaltung seiner Titeldiakonie, die pro hac vice zur Titelkirche erhoben wurde, in die Kardinalsklasse der Kardinalpriester.
Am 11. Februar 2004 trat Somalo nach Erreichen der Altersgrenze als Präfekt der Kongregation für die Institute geweihten Lebens und für die Gesellschaften apostolischen Lebens zurück.
In seiner Funktion als Camerlengo war er für die offizielle Feststellung des Todes von Papst Johannes Paul II. am 2. April 2005 sowie die Versiegelung der Päpstlichen Privatgemächer und des Arbeitszimmers zuständig. Bis zur Wahl Benedikts XVI. verwaltete er als Camerlengo ebenfalls den Apostolischen Palast des Vatikans, die Lateranbasilika in Rom und die päpstliche Residenz Castel Gandolfo auf den Hügeln vor Rom. Darüber hinaus leitete er bis zum Beginn der Papstwahl etwa zwei Wochen lang ein Vierergremium aus Kardinälen, das die täglichen Amtsgeschäfte im Vatikan führte. Zudem organisierte er die Beerdigungsfeierlichkeiten für den verstorbenen Papst Johannes Paul II.
Am 4. April 2007 nahm Papst Benedikt XVI. das Rücktrittsgesuch, das von Kardinal Martínez Somalo aus Altersgründen vorgebracht wurde, an und ernannte Tarcisio Kardinal Bertone zum Camerlengo. Somalo nahm nicht am Konklave 2013 teil, da er das 80. Lebensjahr bereits vollendet hatte.
Somalo, zuvor schwer erkrankt, starb am 10. August 2021 im Alter von 94 Jahren in Rom. Am 13. August fand im Vatikan eine von Kardinaldekan Giovanni Battista Re geleitete Totenmesse statt. Kardinal Martínez Somalo wurde schließlich in seiner Heimatstadt Baños de Río Tobía beigesetzt.

## Ehrungen und Auszeichnungen
- 1972: Großoffizier des Verdienstordens der Italienischen Republik
- 1981: Großkreuz des portugiesischen Christusordens
- 1983: Großkreuz des Ordens de Isabel la Católica
- 1985: Großkreuz des Verdienstordens der Italienischen Republik

## Schriften
- (Herausgeber) Fraternal Life in Community: Congregavit Nos In Unum Christi Amor. Catholic Truth Society, London 1996, ISBN 0-8198-2658-8.